# Мудзю
Мудзю (яп. 無住, также известен как Итиэн, 一円; 1226—1312) — японский деятель буддизма, мыслитель и писатель периода Камакура. Автор сборника поучительных рассказов (сэцува) «Собрание песка и камней» (яп. 沙石集, Сясэкисю) и ряда других произведений.
Мудзю не причислял себя к какой-то одной буддийской традиции, во время странствий по стране изучал учения различных школ. Постриг получил в школе тэндай, своим главным учителем называл мастера риндзай-дзэн Энни Бэнъэна.
«Собрание песка и камней» непрерывно изучается в Японии с XVIII века и причисляется к лучшим образцам японской буддийской прозы.